# Cicindela ocellata
Cicindela ocellata este o specie de insecte coleoptere descrisă de Johann Christoph Friedrich Klug în anul 1834. Cicindela ocellata face parte din genul Cicindela, familia Carabidae.

## Subspecii
Această specie cuprinde următoarele subspecii:
- C. o. ocellata
- C. o. rectilatera